# Rose Farm
Rose Farm es un lugar designado por el censo ubicado en los condados de Morgan  y Perry en el estado estadounidense de Ohio. En el Censo de 2020 tenía una población de 111 habitantes y una densidad poblacional de 292,11 habitantes por km². Fue incluido como CDP en el censo de 2020.

## Geografía
Rose Farm se encuentra ubicado en las coordenadas 39°44′9″N 82°4′40″O / 39.73583, -82.07778. Según la Oficina del Censo de los Estados Unidos,  tiene una superficie total de 0,38 km², de la cual 0,38 km² corresponden a tierra firme y 0,01 km² a agua.